# Eduardo Rubio
Eduardo Javier Rubio (Chuquicamata, 7 november 1983) is een profvoetballer uit Chili. Hij speelt als aanvaller. Zijn vader Hugo, bijgenaamd El Pájaro, speelde 36 interlands voor Chili in de periode 1984-1991. Ook zijn broers Matías en Diego zijn voetbalprof.

## Clubcarrière
Rubio begon zijn profloopbaan in 2002 bij Universidad Católica. Hij maakte zijn profdebuut op 27 oktober van dat jaar in de competitiewedstrijd tegen Unión Española.

## Interlandcarrière
Rubio speelde veertien officiële interlands voor Chili in de periode 2005-2008, en scoorde drie keer voor de nationale ploeg. Hij maakte zijn debuut in de vriendschappelijke uitwedstrijd tegen Peru op 17 augustus 2005 in Tacna.

## Erelijst
Universidad Católica
- Primera División de Chile

2005-C
 Colo-Colo
- Primera División de Chile

2007-C